# Związek Południowej Afryki na Letnich Igrzyskach Olimpijskich 1960
Związek Południowej Afryki na Letnich Igrzyskach Olimpijskich 1960, reprezentowany był przez 55 sportowców, 53 mężczyzn i 2 kobiety. Zdobył 3 medale – jeden srebrny i dwa brązowe. Zawodnicy startowali w 12 konkurencjach: lekkoatletyce, boksie, kolarstwie, gimnastyce, pięcioboju nowoczesnym, zapasach, żeglarstwie, piłce wodnej, pływaniu, podnoszeniu ciężarów, strzelectwie oraz wioślarstwie.

## Zdobyte medale

### Srebra
- Daniel Bekker — Boks mężczyzn (waga ciężka)

### Brązy
- William Meyers — Boks mężczyzn (waga lekkopółśrednia)

- Malcolm Spence — Lekkoatletyka mężczyzn (dystans: 400 m )